# 外務委員会

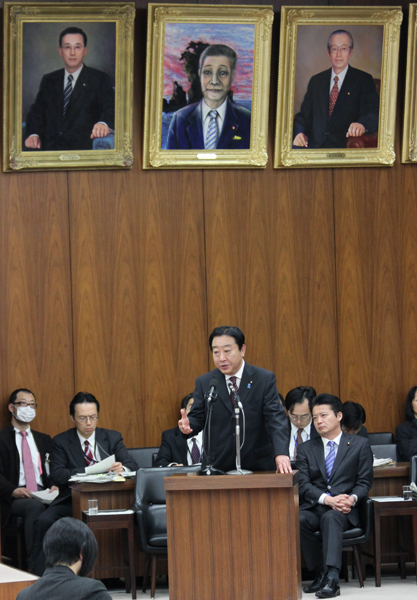
2011年12月、衆議院外務委員会で答弁する内閣総理大臣野田佳彦

外務委員会（がいむいいんかい）は、日本の衆議院における常任委員会の一つ。国会法第41条2項4号に規定される。

## 概要
外務委員会は、衆議院に置かれる常任委員会である。外務委員会が最初に置かれたのは、1947年5月20日に召集された第1回国会である。外務委員会は議院規則により所管が定められており、外務省所管を対象とする（衆議院規則92条4号）。具体的には、国際情勢等である。
委員会の委員は、議院において選任される（国会法42条1項）。委員の選任は、すべて議長の指名によって行われる（衆議院規則37条、参議院規則30条1項）。実際には、各議院運営委員会において、各会派の議席数に応じて各委員会の委員の員数も配分され、個別の人事は配分された員数の範囲内で各会派によって行われる。
委員長は、委員の互選（国会法第25条）もしくは議長において指名（衆議院規則第15条第1項、参議院規則16条2項）で選任されると定められているが、後者の場合がほとんどである。この場合、事前に各会派間で協議された常任委員長各会派割当てと会派申出の候補者に基づいておこなわれる。なお、委員長に事故があった場合は理事が職務を行うことになっている（衆議院規則第38条第2項、参議院規則31条3項）。
理事の選任は委員の互選（衆議院規則第38条第2項、参議院規則32条2項）となっているが、第1回国会以来すべて委員長の指名により行われている。理事の員数および各会派割当ては議院運営委員会で決定した基準により、選挙など会派の構成が大きく変わった際に見直される。
参議院にも第141回国会まで外務委員会が設置されていたが、現在は外務省所管事項を外交防衛委員会で議論する。

## 衆議院
- 衆議院における委員の選任は、総選挙後初めて召集される会期の始めに行われる（国会法第42条および衆議院委員会先例集9号）か、国会法または衆議院規則の改正により必要となったとき（衆議院委員会先例集10号）のみであり、その他の場合は異動とみなし、委員の辞任と補欠選任で対処することになっている。
- 多くの会派は、総選挙後の国会と毎年秋に召集される臨時国会の冒頭で各委員の構成を見直すことを例としていることから、実際に委員の構成が大きく変わるのはその際である。
- 委員の会派割当数は所属議員の比率により議院運営委員会において決定される（国会法第46条および衆議院委員会先例集12号）。

### 組織
衆議院外務委員会の員数は30人である（衆議院規則92条）。委員長1名、理事8名が選出または指名される。
衆議院外務委員会の組織
2025年（令和7年）5月21日現在
- 委員長：堀内詔子（自由民主党・無所属の会）
- 理事
  - 自由民主党・無所属の会：中曽根康隆、星野剛士、山田賢司
  - 立憲民主党・無所属：源馬謙太郎、篠原豪、鈴木庸介
  - 日本維新の会：青柳仁士
  - 国民民主党・無所属クラブ：西岡秀子
- 委員
  - 自由民主党・無所属の会：逢沢一郎、英利アルフィヤ、大空幸星、新藤義孝、高木啓、広瀬建、松島みどり、松本尚、茂木敏充
  - 立憲民主党・無所属：小熊慎司、亀井亜紀子、竹内千春、武正公一、太栄志、渡辺周
  - 日本維新の会：西田薫、和田有一朗
  - 国民民主党・無所属クラブ：深作ヘスス
  - 公明党：西園勝秀、山崎正恭
  - れいわ新選組：阪口直人

### 所管事項
衆議院総務委員会の所管事項は次の通り（衆議院規則92条）。
1. 外務省の所管に属する事項

国政調査案件
1. 国際情勢に関する事項

## 所管国務大臣
委員会が審査又は調査を行うときは、政府に対する委員の質疑は、国務大臣又は内閣官房副長官、副大臣若しくは大臣政務官に対して行う（衆議院規則45条の2、参議院規則42条の2）。どの国務大臣等に対して出席を求めるかは、各議院の委員会において、委員長及び理事の協議で決定される。外務委員会において出席を求められる主な国務大臣等は、以下の通り。
- 外務大臣
  - 岩屋毅（自由民主党）
- 外務副大臣
  - 藤井比早之（自由民主党）
  - 宮路拓馬（自由民主党）
- 外務大臣政務官
  - 英利アルフィヤ（自由民主党）
  - 松本尚（自由民主党）
  - 生稲晃子（自由民主党）